# Шалакуша
Шала́куша — посёлок в Няндомском районе Архангельской области Российской Федерации. Административный центр Шалакушского сельского поселения.

## География
Шалакуша расположена на реке Моше (приток Онеги).
Железнодорожная станция Шалакуша на линии «Коноша I — Обозерская».

## История
Первое упоминание — 1631 год.
В селении Сторона большая (Шалякушский погост, Шалякушка) располагалось волостное правление Большесторонской волости Каргопольского уезда Олонецкой губернии.
С 1941 по 2005 годы Шалакуша имела статус посёлка городского типа.
В 1963—1965 годах входила в состав Няндомского промышленного района.

## Население
| 1959 | 1970  | 1979  | 1989  | 2002  | 2010  | 2012  |
| ---- | ----- | ----- | ----- | ----- | ----- | ----- |
| 8404 | ↘3413 | ↘3361 | ↘3343 | ↘2790 | ↘2236 | ↗2634 |

## Экономика
В посёлке есть лесопильный завод, леспромхоз и деревообрабатывающее предприятие.
- ОАО «Шалакушалес»
- ОАО «Шалакушский лесозавод»
- Сельскохозяйственный производственный кооператив (СПК) «Колхоз имени Ленина».

## СМИ
С 2012 года в Шалакуше издаётся «Шалакушский ежегодник» — подборка печатных материалов за год.
С 2014 года в Шалакуше издается районная культурно-информационная газета «Артефакт».